# 角膜

ヒトの目の構造

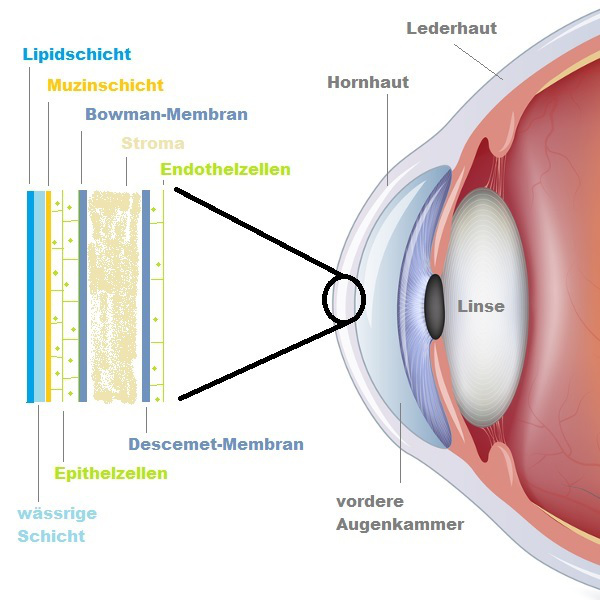
角膜の層。

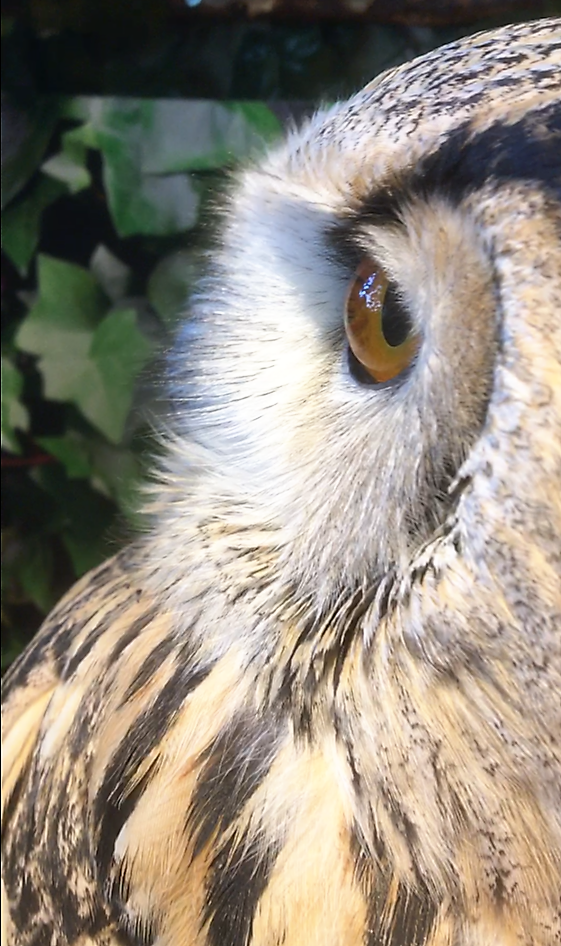
フクロウの角膜

角膜（かくまく、英: cornea）は、目を構成する層状の組織の一つであり透明である。最も外界に近い部分に位置する。
視覚器官はさまざまな種に見られるが、角膜を備えるのは節足動物や軟体動物、環形動物、脊椎動物に限られる。ヒトの場合は、直径約12mm、厚さは中央部が約0.5mm、周辺部が約0.7mm。角膜には目に光を取り入れる窓の役割があるほか、光を屈折させて水晶体とともに目のピントを合わせる働きがある。また角膜表面は常に涙で覆われ、乾燥と眼球内部への細菌感染を防いでいる。
発生学的には、角膜内層は前眼房の中皮由来であり、中胚葉由来である。角膜外層は体表外胚葉に由来する。

## 組織学的構造
角膜の構造は種によって異なる。以下では脊椎動物特に、ヒトの角膜の構造を示す。角膜を構成する層の数はほ乳類においても異なる。イヌ、ネコなどは4層、ヒト以外の霊長類は5層である。
ヒトの角膜は、体表側から順に、以下の6つの層からできている。角膜が透明なのは、これらの層の結合組織（主にコラーゲン）が規則正しく配列しているからである。
- 角膜上皮 - 一番外側（体表側）にある層で、重層扁平上皮からなる。再生可能。
- ボーマン膜（外境界膜）
- 固有層
- デュア層 - イギリスの眼科学教授ハーミンダー・デュア（英語版）によって2013年に発見された厚さ15µmの層。
- デスメ膜（内境界膜）
- 角膜内皮 - 一番内側（網膜側）にある層で、単層立方上皮からなる。再生力に乏しい。

角膜には血管が侵入せず、酸素や栄養分は涙や前眼房水から供給される。コンタクトレンズの酸素透過性が重要視されるのはこのためである。
角膜には、三叉神経第一枝の眼神経が分布しており、刺激を与えると目を閉じる瞬目反射が起こる。この反射は両側性で、片目だけ刺激しても両方の目を閉じてしまう。瞬目反射は、中枢神経系の働きを調べる点で、臨床的に重要である。

## 角膜移植
角膜は水晶体とならび、眼球の中で移植可能な部位である。水疱性角膜症をはじめとする難治性疾患については、角膜移植による治療が広く行われている。
京都大学に備蓄されている人工多能性幹細胞から作られた角膜の細胞を移植する手術が大阪大学で検討されている。
中国ではブタ由来の人工角膜（艾欣瞳）による手術が行われつつある。
ハーバード大学医学部によると、角膜移植がより一般的になっている。

## 角膜炎
角膜に傷がついたり、アレルギーなどが原因となって炎症を起こすことを角膜炎（かくまくえん）という。

### 主な原因
- 外傷
- アレルギー
- 薬品・化学物質による刺激
- 感染症　など

### おもな症状
- 目の痛み
- 涙目
- 充血
- 視力障害　など

### 主な角膜炎（結膜炎）
- 流行性角結膜炎
- 牛伝染性角結膜炎　など